# Orlando Brown Jr.
Pour les articles homonymes, voir Orlando Brown et Brown.
(en) Statistiques sur pro-football-reference
Orlando Claude Brown Jr., né le 2 mai 1996 à Baltimore, est un joueur américain de football américain. Il joue à la position d'offensive tackle dans la National Football League (NFL).
Au niveau universitaire, il joue trois saisons dans la NCAA Division I Football Bowl Subdivision (FBS) pour les Sooners de université de l'Oklahoma.
Sélectionné lors de la draft 2018 de la NFL par la franchise des Ravens de Baltimore, il y joue trois saisons (2018-2020). En 2021, il est échangé aux Chiefs de Kansas City avec qui il gagne le Super Bowl LVII au terme de la saison 2022. Brown signe en 2023 chez les Bengals de Cincinnati.
Il est le fils du défunt Orlando Brown, joueur au poste d'offensive tackle dans la NFL.

## Biographie

### Carrière universitaire
Il rejoint l'université de l'Oklahoma en 2014, saison qu'il ne joue pas après avoir reçu le statut de redshirt, et y joue de 2015 à 2017 en tant que tackle gauche. Il acquit une réputation nationale en étant sélectionné dans l'équipe-type All-America à l'issue de la saison 2017.

### Carrière professionnelle

#### Ravens de Baltimore
Considéré comme un choix de premier tour en vue de la draft 2018 de la NFL, il réalise des performances jugées mauvaises lors du combine de la NFL à Indianapolis, notamment sur son temps au sprint de 40 yards en étant le plus lent parmi tous les joueurs invités avec 5,85 s. Il glisse par conséquent jusqu'au troisième tour de la draft et est sélectionné en 83e choix global par les Ravens de Baltimore.
Lors du début de la saison 2018, les Ravens préfèrent le vétéran James Hurst à Brown pour le poste de tackle droit titulaire malgré de bonnes performances durant les matchs d'avant-saison. Il prend la place de Hurst durant la 7e semaine après que ce dernier se soit blessé et joue le restant de la saison comme tackle droit.
Il commence tous les matchs du calendrier durant la saison 2019 et obtient une deuxième sélection au Pro Bowl, en remplaçant Trent Brown des Raiders d'Oakland, blessé.

#### Chiefs de Kansas City
Le 23 avril 2021, Brown est envoyé aux Chiefs de Kansas City avec le 58e choix de 2e tour de la draft 2021 et un choix de 6e tour de la draft 2022 en échange du 31e choix du premier tour de la draft 2021, du 94e choix du 3e tour, du 136e choix de 4e tour et un choix de 5e tour lors de la draft 2022. Brown est de nouveau sélectionné pour le Pro Bowl au terme de sa première saison avec les Chiefs.
Les Chiefs placent le franchise tag non-exclusif sur Brown le 7 mars 2022. N'ayant pas pu trouver un contrat à long terme, il signe le 2 août 2022 l'offre des Chiefs d'un montant de 16,7 millions de $. Brown aide les Chiefs à atteindre et remporter le Super Bowl LVII gagné 38 à 35 contre les Eagles de Philadelphie.

#### Bengals de Cincinnati
Le 17 mars 2023, Brown signe un contrat de quatre ans d'un montant de 64 millions de $ avec les Bengals de Cincinnati.

## Statistiques
| Taille             | Poids           | Bras          | Main          | Sprint   | Sprint   | Sprint   | Shuttle 20 yards | 3 cones drill | Détente        | Détente            | Développé couché | Test Wonderlic |
| Taille             | Poids           | Bras          | Main          | 40 yards | 10 yards | 20 yards | Shuttle 20 yards | 3 cones drill | verticale      | horizontale        | Développé couché | Test Wonderlic |
| 2,03 m (6 ft 7⅞in) | 156 kg (345 lb) | 89 cm (35 in) | 25 cm (9¾ in) | 5,85 s   | 2 s      | 3,29 s   | 5,28 s           | 7,87 s        | 65 cm (27½ in) | 226 cm (7 ft 5 in) | 18 reps          | -              |